# Список высших учебных заведений Астраханской области
В список высших учебных заведений Астраханской области включены образовательные учреждения высшего и высшего профессионального образования, находящиеся на территории Астраханской области и участвовавшие в мониторинге Министерства образования и науки Российской Федерации 2015 года. Этим критериям в Астраханской области соответствуют 6 вузов и 14 филиалов.
Филиалы вузов, головные организации которых находятся в иных субъектах федерации, сгруппированы в отдельном списке. Порядок следования элементов списка — алфавитный.
Вузы, лицензия которых не действует на 17 июня 2016 года, отмечены цветом.

## Список высших образовательных учреждений
| Название                                                           | Категория         | Год основания | Месторасположение | Число студентов |
| ------------------------------------------------------------------ | ----------------- | ------------- | ----------------- | --------------- |
| Астраханская государственная консерватория                         | государственный   | 1969          | Астрахань         | 335             |
| Астраханский государственный медицинский университет               | государственный   | 1918          | Астрахань         | 3696            |
| Астраханский государственный технический университет               | государственный   | 1930          | Астрахань         | 11557           |
| Астраханский государственный университет                           | государственный   | 1932          | Астрахань         | 12379           |
| Астраханский государственный архитектурно-строительный университет | государственный   | 1992          | Астрахань         | 1613            |
| Институт мировой экономики и финансов                              | негосударственный | 1995          | Астрахань         | 1541            |

## Список филиалов высших образовательных учреждений
| Название | Категория         | Год основания | Месторасположение | Месторасположение головной организации | Число студентов |
| --- | ----------------- | ------------- | ----------------- | -------------------------------------- | --------------- |
| Астраханский филиал Института социальных и гуманитарных знаний                                                        | негосударственный | 2005 2010     | Астрахань         | Казань                                 |                 |
| Астраханский филиал Международного юридического института                                                             | негосударственный | 1999          | Астрахань         | Москва                                 |                 |
| Астраханский филиал Московского финансово-промышленного университета «Синергия»                                       | негосударственный |               | Астрахань         | Москва                                 |                 |
| Астраханский филиал Российской академии народного хозяйства и государственной службы                                  | государственный   | 1993          | Астрахань         | Москва                                 | 642             |
| Астраханский филиал Саратовской государственной юридической академии                                                  | государственный   | 1996          | Астрахань         | Саратов                                | 1084            |
| Астраханский институт Международного инновационного университета                                                      | негосударственный | 2017          | Астрахань         | Сочи                                   |                 |
| Астраханский филиал Южно-Российского гуманитарного института                                                          | негосударственный | 1995          | Астрахань         | Ростов-на-Дону                         |                 |
| Ахтубинский институт Международного инновационного университета                                                       | негосударственный | 2017          | Ахтубинск         | Сочи                                   |                 |
| Каспийский институт морского и речного транспорта (филиал Волжского государственного университета водного транспорта) | государственный   | 1961          | Астрахань         | Нижний Новгород                        | 1541            |
| Филиал в Астрахани Международного института экономики и права                                                         | негосударственный | 1999          | Астрахань         | Москва                                 | 2317            |
| Филиал в Астрахани Российского государственного гуманитарного университета                                            | государственный   |               | Астрахань         | Москва                                 |                 |
| Филиал в Знаменске Астраханского государственного университета                                                        | государственный   | 1991          | Знаменск          | Астрахань                              | 270             |
| Филиал «Взлёт» в Ахтубинске Московского авиационного института                                                        | государственный   | 1965          | Ахтубинск         | Москва                                 | 346             |